# Едмунд Гайнес
Едмунд Гайнес (нім. Edmund Heines; 21 липня 1897, Мюнхен — 30 червня 1934, Мюнхен) — німецький політик, один з вищих керівників СА, обергруппенфюрер СА (1933).

## Біографія
Позашлюбний син служниці Гелени Марти Гайнес. У 1915 році, після закінчення гімназії та реальної гімназії, добровільно вступив в Баварську армію. У Першу світову війну служив на Західному фронті в частинах польової артилерії. Восени 1915 року отримав важке поранення в голову. У 1918 році отримав звання лейтенанта резерву.
Після війни вступив в добровольчий корпус Россбаха. У 1919 році брав участь в боях в Прибалтиці і потім в березні 1920 року — в Каппському путчі. Гергард Россбах призначив його керівником свого клубу Тіргартен. Під час путчу цей клуб служив штабу-квартирою групи Россбаха. Після провалу члени фрайкору втекли в Мекленбург і Померанію. Гайнесу був доручений контроль за товаришами, які знайшли притулок у трьох маєтках у Померанії. У липні 1920 року був співучасником розправи над Віллі Шмідтом, двадцятирічним наймитом, який хотів видати поліції схованки зброї членів фрайкору.
Гайнес втік до Мюнхена і в 1922 році став керівником місцевої групи фрайкору Россбаха. У грудні 1922 року група в повному складі перейшла в СА. Гайнес очолив командування другим батальйоном Мюнхенського полку СА і вступив в НСДАП (членський квиток № 78). У 1924 році за участь у спробі гітлерівського путчу був засуджений до 15 місяців ув'язнення. Утримувався разом з Гітлером в Ландсберзі, був достроково звільнений у вересні 1924 року. В цей час НСДАП і СА були заборонені. Гайнес став командиром другого батальйону Мюнхенського полку «Підпільного фронту», який тимчасово замінив СА.
У 1925 році після зняття заборони з НСДАП Гайнес знову вступив у партію і в СА. У 1926 році він отримав звання штандартенфюрера і керував молодіжною організацією НСДАП. 31 травня 1927 року був виключений з партії і СА як призвідник бунту Мюнхенських СА. З його точки зору, НСДАП була занадто помірною і бюрократичною.
В 1927 році в результаті спроби шантажу вбивство Віллі Шмідта набуло розголосу. У 1928 році відбувся процес, на якому Гайнес був засуджений за самосуд до 15 років позбавлення волі. Однак через слідчу помилку в 1929 році відбувся повторний процес. Цього разу Гайнес був засуджений до п'яти років позбавлення волі. 14 травня 1929 року він вийшов на свободу під заставу в розмірі 5000 рейхсмарок.
Вийшовши на свободу, Гайнес виступав на різних заходах, організованих на захист самосуду. Мюнхенський університет спочатку відмовлявся зарахувати його студентом юридичного факультету. У 1929 році знову вступивши в НСДАП і в СА, Гайнес став командиром земельного штандарту СА Мюнхен. У 1930 році він був ортсгруппенляйтером НСДАП в Мюнхені-Гайдгаузені і ад'ютантом гауляйтера Адольфа Вагнера. В вересні 1930 року був обраний депутатом рейхстагу.
Деякий час він був заступником гауляйтера Верхнього Пфальца, референтом з питань преси при Верховному командуванні СА. У травні 1931 року був призначений заступником Ернста Рема, а 31 липня 1931 року став командиром групи СА в Сілезії.
26 березня 1933 року Гайнес отримав призначення на посаду поліцай-президента Бреслау. На цій посаді відповідав за створення концентраційного табору Дюрргой, в якому були ув'язнені відомі соціал-демократи, комуністи, профспілкові діячі, адвокати і журналісти.
Навесні 1933 року Гайнес був призначений заступником гауляйтера Сілезії. 11 липня 1933 року він отримав почесне звання прусського державного радника. Рем надав йому звання обергрупенфюрера і призначив командиром обергрупи СА VIII (Сілезія).
30 червня 1934 року в ході акції «Ніч довгих ножів» Гайнес був заарештований і розстріляний.
У момент свого арешту він перебував у пансіоні Ганзельбауер на баварському курорті Бад-Вісзее, куди прибув на збори керівництва СА. Рано вранці Адольф Гітлер і Йозеф Геббельс виявили Гайнеса в одному ліжку з його особистим шофером. Пізніше ця обставина наводилася в якості пропагандистського виправдання акції на доказ того, що вона мала на меті усунення «хворобливих елементів» і «збоченців».
Заарештованих доправили до мюнхенської в'язниці Штадельгайм. За розпорядженням Гітлера Гайнес був розстріляний в той же день з п'ятьма іншими товаришами.

## Особисте життя
Ймовірно Гайнес був гомосексуалом.

## Нагороди
- Залізний хрест
  - 2-го класу (11 березня 1916)
  - 1-го класу (1916)
- Хрест «За військові заслуги» (Баварія) 3-го класу з короною і мечами (11 травня 1917)
- Орден «За військові заслуги» (Баварія) 4-го класу з мечами (5 липня 1918)
- Нагрудний знак «За поранення» в чорному (1918)
- Хрест Россбаха 1-го класу
- Бойова руна (1932)
- Почесний кут старих бійців (лютий 1934)